# Rotten (seriál)
Rotten je americký dokumentární seriál produkovaný společností Zero Point Zero, soustředící se na produkci potravin a s ní spojenou korupci a nečisté praktiky. Zahrnuje rozhovory se zemědělci, distributory a dalšími lidmi spojenými s globální dodávkou potravin.
První řada byla vydána na Netflixu v lednu 2018 a druhá řada na něm měla premiéru v říjnu 2019.

## Seznam dílů

### První řada (2018)
| Č. v seriálu | Č. v řadě | Původní název           | Český název            | Režie                    | Premiéra na Netflixu |
| ------------ | --------- | ----------------------- | ---------------------- | ------------------------ | -------------------- |
| 1            | 1         | Lawyers, Guns and Honey | Med, zbraně a právníci | Lucy Kennedy a Bill Kerr | 5. ledna 2018        |
| 2            | 2         | The Peanut Problem      | Problém s oříšky       | Ted Gesing a Bill Kerr   | 5. ledna 2018        |
| 3            | 3         | Garlic Breath           | Na česneku             | David Mettler            | 5. ledna 2018        |
| 4            | 4         | Big Bird                | Korporátní drůbež      | Ted Gesing               | 5. ledna 2018        |
| 5            | 5         | Milk Money              | Peníze na mléko        | Lucy Kennedy             | 5. ledna 2018        |
| 6            | 6         | Cod Is Dead             | Tresky plesky          | David Mettler            | 5. ledna 2018        |

### Druhá řada (2019)
| Č. v seriálu | Č. v řadě | Původní název    | Český název          | Režie           | Premiéra na Netflixu |
| ------------ | --------- | ---------------- | -------------------- | --------------- | -------------------- |
| 7            | 1         | The Avocado War  | Avokádová válka      | Lucy Kennedy    | 4. října 2019        |
| 8            | 2         | Reign of Terroir | Vláda terroiru       | Abigail Harper  | 4. října 2019        |
| 9            | 3         | Troubled Water   | Rozbouřené vody      | Daniel Ruetenik | 4. října 2019        |
| 10           | 4         | A Sweet Deal     | Sladký pakt          | Lucy Kennedy    | 4. října 2019        |
| 11           | 5         | Bitter Chocolate | Hořká čokoláda       | Abigail Harper  | 4. října 2019        |
| 12           | 6         | High on Edibles  | Opojení poživatinami | Daniel Ruetenik | 4. října 2019        |

## Přijetí
Kritici první řadu chválili, a to například její „zkoumání chamtivosti a korupce společností, které doslova změnily povahu a původ potravin, které Amerika konzumuje“. Byla však kritizována za to, že se zaměřovala spíše na jednotlivé problémy, než na problémy celého průmyslu, a že nedala divákovi odpovědi na to, které značky a produkty, jež se v dokumentu objevily, nebyly ovlivněny těmito problémy.
Druhá řada byla nominována v kategorii „nejlepšího obchodního a ekonomického dokumentu“ ceny News & Documentary Emmy. Novináři Christine Haughney, Erin D. Cauchi a Gretchen Goetz získali v roce 2020 Mediální cenu Jamese Bearda za „vizuální hlášení (v televizi nebo online)“. Kritici řadu pozitivně chválili a dostala od recenzního agregátoru Rotten Tomatoes 86 %.